# Đường băng

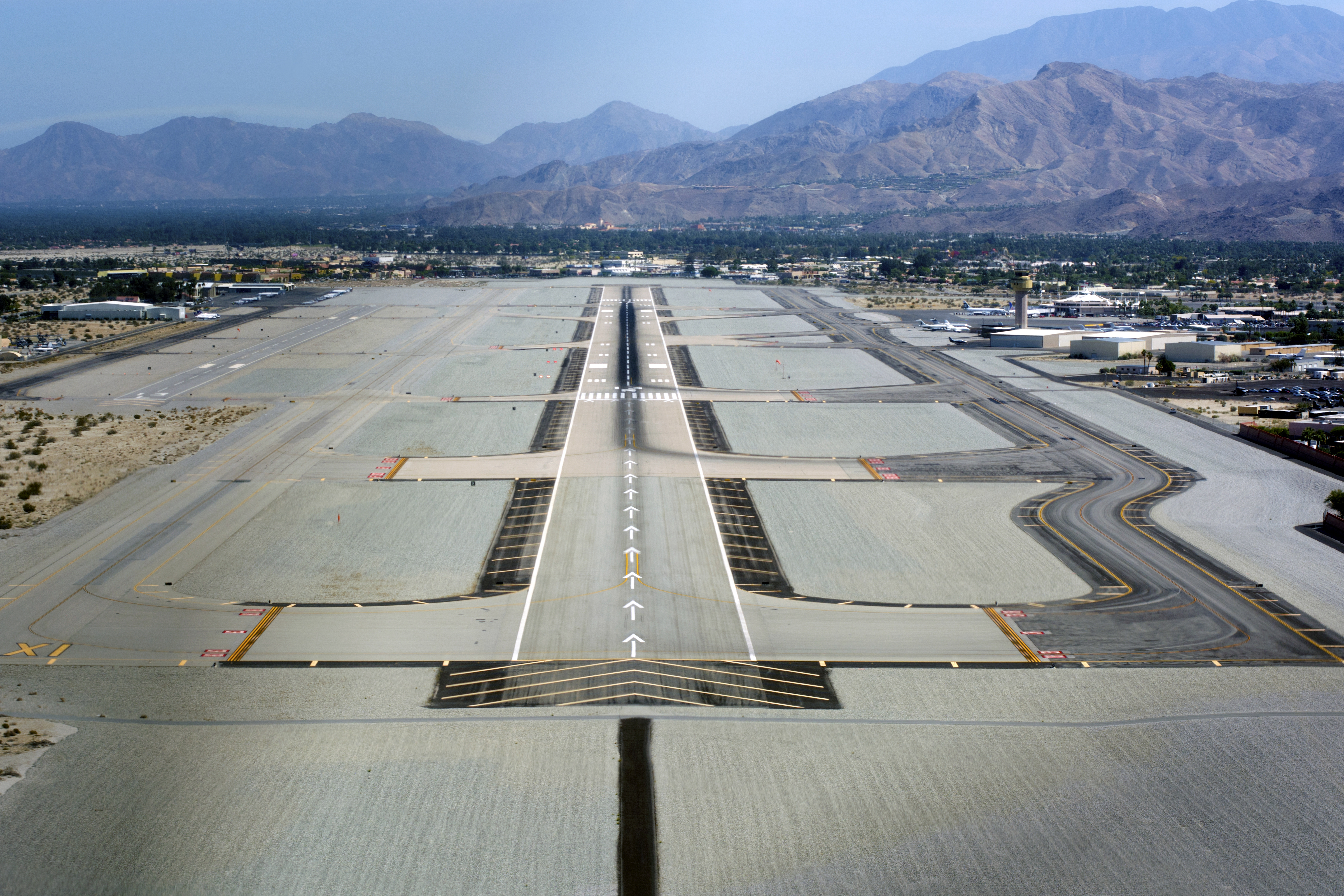
Một đường băng tại Sân bay quốc tế Palm Springs.

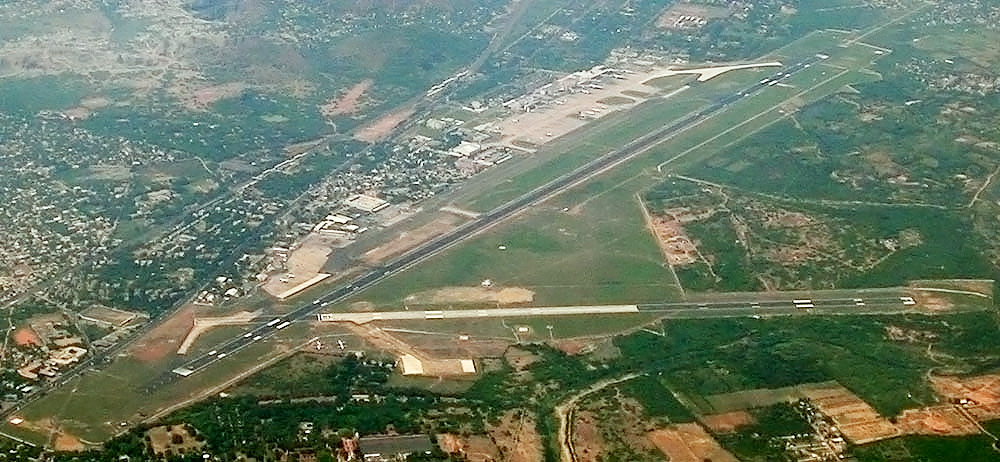
Ảnh chụp trên không đường băng Sân bay Quốc tế Chennai, Tamil Nadu

Đường băng là một phần của sân bay, gọi chung là đường cất hạ cánh, đường lăn chính, đường lăn phụ, đường tắt (đường lăn cao tốc, đường lăn nối) và khu vực chuẩn bị cất cánh, hạ cánh của máy bay.
Đường băng chủ yếu của sân bay là cố định kích thước và chất lượng đường băng, phụ thuộc vào cấp độ, xếp loại sân bay và loại máy bay có thể cất hạ cánh. Mặt đường băng thường được làm bằng bê tông hoặc bê tông nhựa thậm chí là nhựa đường 100%, mặt đường băng dã chiến bằng đất được gia cố hoặc lát các tấm kim loại.

## Hướng và kích thước
Đường băng được đánh số theo hướng mà từ đó máy bay sẽ cất cánh hoặc hạ cánh, làm tròn tới 10 và chia cho 10. Mỗi số sẽ được đọc riêng biệt để không nhầm lẫn khi giao tiếp bằng radio. Ví dụ, "Đường băng Ba Sáu" sẽ có hướng 360 độ (nghĩa là hướng Bắc), "Đường băng Chín" có thể dùng để chỉ đường băng có hướng 94 độ (nghĩa là gần hướng Đông), và "Đường băng Một Bảy" cho hướng 168 độ. Mỗi đường băng có thể dùng cả hai hướng, và do đó nó có 2 số, mỗi số cách nhau 180°. Vì vậy, Đường băng Một Không (100°) trở thành đường băng Hai Tám (280°) khi dùng hướng ngược lại, và Đường băng Một Tám (180°) trở thành Đường băng Ba Sáu (360°). 
Đối với Hàng không dân dụng của Mỹ, số ký hiệu của đường băng nhỏ hơn 100° thường được sử dụng bằng một số; Ví dụ như Đường băng 9 (RWY9) hoặc là đường băng 4 phải (RWY4R). Đối với quân sự của Mỹ và các nhà khai thác hàng không theo chuẩn ICAO, số ký hiệu đường băng nhỏ hơn 100° phải bao gồm số đầu là "0".

## Các phần của đường băng
Dải đường chạy là một vùng quang đãng xung quanh đường băng. Nó phải không có bất kỳ một vật cản nào có thể cản trở việc bay hay chạy trên mặt đất của máy bay, dù nó không cần thiết phải ở tình trạng tốt. Nó được đánh dấu bởi các cột và/hay vật hình nón trắng. Thông thường đây là một vùng bề mặt cỏ mọc tự nhiên. Đường băng gồm nhiều phần khác nhau có chức năng khác nhau.

### Centerline (đường kẻ giữa)
Là đường kẻ nét đứt chia đường băng thành hai phần bằng nhau giúp máy bay xác định được vị trí chính giữa của đường băng để cất cánh và hạ cánh chính xác.

### Các chữ, số trên đường băng

#### Các số
Dùng để chỉ hướng của đường băng. Ví dụ: Đường băng đánh số 36 sẽ có hướng 360° (hướng bắc).

#### Các chữ
Đánh ở dưới các số, dùng để phân biệt các đường băng song song, cùng hướng với nhau. Các chữ bao gồm:
- L: Left (bên trái)
- R: Right (bên phải)
- C: Center (chính giữa)

Nếu chỉ có hai đường băng song song thì chỉ có L và R.

### Threshold markers (vạch độ rộng)
Là các vạch được đánh trước các chữ để thể hiện độ rộng của đường băng, càng nhiều vạch thì đường băng càng rộng. Các vạch được đánh song song với nhau và chia thành hai nửa ở hai bên.
| Số vạch | Độ rộng |
| ------- | ------- |
| 4       | 18 m    |
| 6       | 23 m    |
| 8       | 30 m    |
| 12      | 45 m    |
| 16      | 60 m    |

### Aiming point (Điểm đỗ chuẩn)
Là hai vạch lớn nằm sau các vạch số, hai vạch nằm song song với nhau có tác dụng định hướng máy bay chạm vào hai vạch một cách chuẩn xác. Đây là vị trí lí tưởng nhất để hạ cánh so với đường băng, tuy nhiên không cần thiết phải hạ cánh đúng vị trí này.

### Touch Down Zone (Vùng tiếp xúc)
Là đoạn đường bằng có các vạch . Máy bay khi hạ cánh chỉ được đáp xuống khu vực này, nếu vượt quá sẽ phải cất cánh và hạ cánh lại.

### Displaced threshold (ngưỡng dịch chuyển)
Là một đoạn đường chạy nằm ở vị trí khác so với điểm bắt đầu hoặc kết thúc của đường băng. Phần đường băng này có thể sử dụng để cất cánh nhưng không được sử dụng để hạ cánh. Đoạn đường này có các mũi tên làm trung tâm của đường băng và một đường kẻ dày màu trắng có các mũi tên chỉ hướng theo đường chạy là điểm cuối của ngưỡng và đầu đường băng.

### Blast pads (đoạn hãm)
Là đoạn thường được xây dựng ngay trước một đường băng. Khi máy bay tiếp xúc với đoạn đường này, bề mặt đường sẽ vỡ ra, hãm máy bay từ từ dừng lại. Đoạn đường này không cho phép máy bay chạy, cất, hạ cánh vào trừ các trường hợp khẩn cấp, sự cố (máy bay mất phanh, di chuyển lệch đường băng,...)